# Ceradenia asthenophylla
Ceradenia asthenophylla är en stensöteväxtart som beskrevs av Luther Earl Bishop och Alan Reid Smith. Ceradenia asthenophylla ingår i släktet Ceradenia och familjen Polypodiaceae. Inga underarter finns listade.